# Rolf Sele
Rolf Sele, född 1967 i Vaduz, är en liechtensteinsk före detta fotbollsspelare.
Han spelade tre landskamper för Liechtensteins landslag under 1995 och 1996.
I augusti 2011 medverkade Sele i en välgörenhetsmatch mellan pensionerade landslagsspelare som spelat för Schweiz och Liechtenstein. Matchen spelades på Sportpark Eschen-Mauren i Eschen dagen före en vänskapsmatch ländernas A-lag emellan och intäkterna från matcherna gick till drabbade av Jordbävningen vid Tohoku 2011. Andra medverkande i "veteranmatchen" var Stéphane Chapuisat, Bernt Haas och Jörg Stiel för Schweiz och Franz Schädler för Liechtenstein.